# Classe Lida
Le unità appartenenti alla classe Lida (progetto 10750 Sapfir secondo la classificazione russa) sono  dragamine costieri di piccole dimensioni della marina militare russa. Tali unità, dal punto di vista progettuale, non sono state considerate molto riuscite.

## Tecnica
Lo sviluppo delle Lida fu portato avanti dai progettisti V. I. Nemudrov e A. A. Forst, appartenenti allo Zapadnoye PKB. Nelle intenzioni dei suoi ideatori, tali unità avrebbero dovuto sostituire le precedenti classe Yevgenya.
Le Lida sono state progettate per svolgere attività di dragaggio in acque basse, o comunque con profondità non superiore agli 80 metri. Hanno un'autonomia di 5 giorni.
Ne è stata ideata anche una versione per l'esportazione, nota come progetto 10750E.

## Utilizzo
Complessivamente, ne sono state costruite nove, entrate in servizio tra il 1990 ed il 1996. Nel 2007 ne rimanevano otto.
| Nome unità | Inizio lavori   | Varo              | Ingresso in servizio |
| ---------- | --------------- | ----------------- | -------------------- |
| 206 RT-249 | 9 aprile 1987   | 27 luglio 1990    | 29 dicembre 1990     |
| 210 RT-273 | 29 marzo 1988   | 11 dicembre 1990  | 30 settembre 1992    |
| 219 RT-231 | 28 luglio 1988  | 19 agosto 1992    | 25 agosto 1993       |
| 239 RT-252 | 12 ottobre 1987 | 27 settembre 1991 | 30 dicembre 1991     |
| 300 RT-233 | 20 ottobre 1988 | 8 luglio 1993     | 9 settembre 1994     |
| 316 RT-57  | 20 ottobre 1986 | 29 luglio 1987    | 12 dicembre 1989     |
| 348 RT-248 | 16 marzo 1987   | 6 febbraio 1990   | 29 settembre 1990    |
| 372 RT-234 | 27 aprile 1989  | 31 marzo 1994     | 28 agosto 1996       |

Nel 2007, un esemplare (la RT-233) risultava in servizio nella Flottiglia del Caspio, mentre le altre dovrebbero essere operative nella Flotta del Baltico.
Il Kazakistan ha siglato un contratto per l'acquisto a favore della Marina kazaka (Äskerï-teñiz küşteri) di due unità nella versione da esportazione progetto 10750E: una unità (Alatau) risulta consegnata nel 2017, mentre un'altra è in opzione.